# Kiss the Girls
 Kiss the Girls és una pel·lícula estatunidenca, dirigida per Gary Fleder, estrenada el 1997.

## Argument
El policia Alex Cross s'assabenta que la seva neboda ha desaparegut. Continuant les recerques a títol personal, va a Durham. Mentrestant, s'entera que altres vuit noies boniques i amb talent també han estat segrestades i una d'elles ha estat assassinada. La investigació li permet descobrir un testimoni a l'amagatall de l'homicida: Casanova.

## Repartiment
- Morgan Freeman: Dr. Alex Cross
- Ashley Judd: Dr. Kate McTiernan
- Cary Elwes: Detectiu Nick Ruskin
- Alex Mcarthur: Detectiu Davey Sikes
- Tony Goldwyn: Dr. William 'Will' Rudolph
- Jay O Sanders: Agent de l'FBI Kyle Craig
- Bill Nunn: Detectiu John Sampson
- Brian Cox: Cap Hatfield
- Richard T. Jones: Seth Samuel
- Roma Maffia: Dr. Ruocco
- Jeremy Piven: Henry Castillo
- Gina Ravera: Naomi Cross
- William Converse-Roberts: Dr. Wick Sachs
- Helen Martin: Nana Cross
- Tatyana Ali: Janell Cross

## Al voltant de la pel·lícula
- Denzel Washington havia d'interpretar inicialment el paper d'Alex Cros però no va poder ser per un conflicte d'agenda. Morgan Freeman llavors va ser triat.
- La direcció de la Universitat de Carolina del Nord s'ha negat a autoritzar el rodatge al campus de Chapel Hill pel tema de la pel·lícula. Les vistes que en tenim són aèries.[2]